# Antti Reini

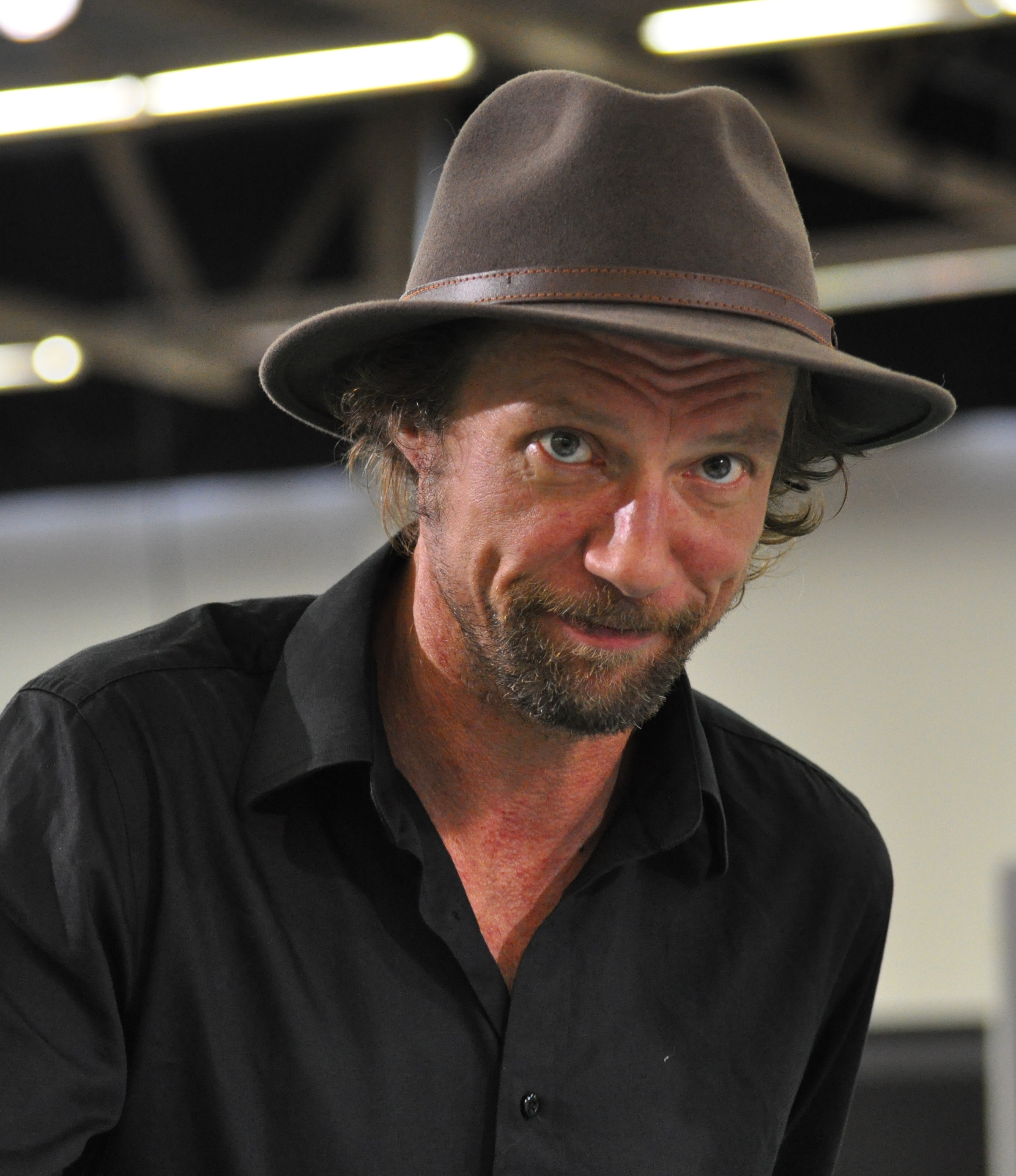
Anti Reini (2011)

Antti Reini (* 27. August 1964 in Helsinki Finnland) ist ein finnischer Schauspieler.

## Biografie
Antti Reini ist Autodidakt und hat nie eine Schauspielschule besucht. Sein Leinwanddebüt gab er in dem 1991 erschienenen und von Jan Troell inszenierten Drama Il Capitano an der Seite von Maria Heiskanen und Berto Marklund. Für seine Darstellung des Jari wurde er im folgenden Jahr für den schwedischen Filmpreis Guldbagge als Bester Hauptdarsteller nominiert. Für seine Darstellung des Eros in Timo Linnasalos Liebesdrama Eros ja Psykhe wurde er mit einer Nominierung bei der Verleihung des finnischen Filmpreises Jussi 1999 als Bester Hauptdarsteller bedacht.

## Filmografie (Auswahl)
- 1991: Il Capitano
- 1996: Die Weihnachtsfeier (Joulubileet)
- 1996: Wolken ziehen vorüber (Kauas pilvet karkaavat)
- 1998: Eros ja Psykhe
- 2000: Sehnsucht nach Jack (High Society)
- 2001: So weiß wie im Schnee (Så vit som en snö)
- 2002: Der Mann ohne Vergangenheit (Mies vailla menneisyyttä)
- 2004: Eiskalte Bedrohung (Hotet)
- 2006: Lichter der Vorstadt (Laitakaupungin valot)
- 2008: Die ewigen Augenblicke der Maria Larsson (Maria Larssons eviga ögonblick)
- 2009: Scheidung auf Finnisch (Haarautuvan rakkauden talo)
- 2009: Mankells Wallander: Der Scharfschütze (Skytten)
- 2010: Tatort: Tango für Borowski
- 2010: Bella Block: Das schwarze Zimmer
- 2011: Operation Polarfuchs (Gränsen)
- 2011: War of the Dead – Band of Zombies (War of the Dead)
- 2013: Tod eines Pilgers (En pilgrims död, Fernsehserie, eine Folge)
- 2015: GSI – Spezialeinheit Göteborg (Johan Falk, Fernsehreihe, eine Folge)
- 2015: Kommissar Beck – Die neuen Fälle (Beck, Fernsehreihe, eine Folge)
- 2016: Der Kommissar und das Meer (Kommissarien och havet, Fernsehserie, eine Folge)